# Super Bowl XLIV
Super Bowl XLIV był czterdziestym czwartym finałem o mistrzostwo zawodowej ligi futbolu amerykańskiego NFL, rozegranym 7 lutego 2010 roku na stadionie Sun Life Stadium w Miami Gardens na Florydzie.

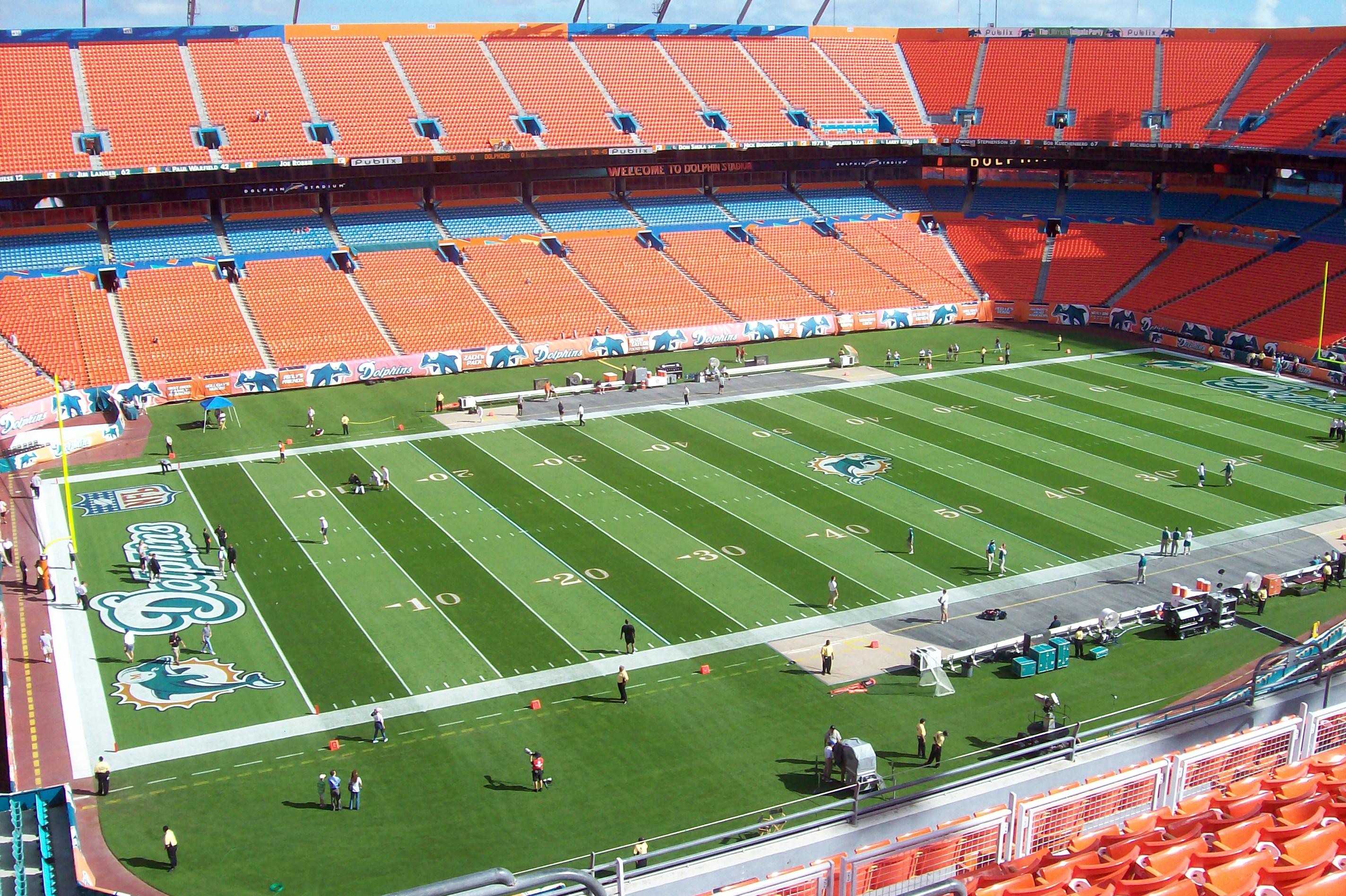
Stadion Miami Dolphins – miejsce rozegrania XLIV Super Bowl

Spotkały się w nim zespoły mistrza konferencji AFC, Indianapolis Colts oraz mistrza konferencji NFC, New Orleans Saints. Dal Saints był to pierwszy występ w finale. Mecz, niezgodnie z przedmeczowymi oczekiwaniami, zakończył się zwycięstwem Saints wynikiem 31–17. Saints stali się czwartą drużyną w historii, po New York Jets, Baltimore Ravens i Tampa Bay Buccaneers, która zdobyła puchar w swoim pierwszym występie w finale Super Bowl.
Najbardziej wartościowym graczem spotkania został quarterback Saints Drew Brees.
Hymn Stanów Zjednoczonych przed meczem zaśpiewała Carrie Underwood, zaś w przerwie meczu na stadionie miał miejsce minikoncert The Who.